# 布里梅德乌尔斯
布里梅德乌尔斯，是西班牙卡斯蒂利亚-莱昂萨莫拉省的一个市镇。 总面积15平方公里，总人口149人（2001年），人口密度10人/平方公里。